# 藤島大の楕円球にみる夢
『藤島大の楕円球にみる夢』（ふじしま だいの だえんきゅうにみるゆめ）は、ラジオNIKKEI第1プログラムのラグビーユニオン情報番組である。
同番組は、2014年1月に放送を開始したもので、毎月1回生放送（2週目の同じ曜日・時間は再放送）の形を取っている。2021年10月現在は、第1月曜日18時から18時45分が生放送、第2月曜日の同じ時間が再放送である。
番組では日本のラグビーユニオン界の第一線で活躍する選手・指導者・関係者を交えたゲストコーナーを中心に、ラグビーライターとして活躍する藤島自らの取材を含め、国内外の主要ラグビー大会や、代表対抗戦（テストマッチ）、さらに日本国内各クラブや、スーパーラグビー在籍時のサンウルブズの最新情報を提供している。ゲストコーナーは生放送終了後に、放送では収まり切れなかったエピソードを交えた、特別版（生放送中の音楽は著作権関係上割愛）を配信する。特に、ラグビーマガジン・田村一博は準レギュラー的に出演しており、海外遠征の後記や、1年のラグビー界のまとめ（12月）、並びにリーグワンの総括（5－6月）など頻繁に登場する。
また毎回冒頭には、世界のラガーマンが残した名言、格言を一つ取り上げて、それをエンディングに解説している。

## 放送時間の履歴
- 開始（2014年1月）- 2014年3月 第1日曜日22:00-22:30
- 2014年4月 - 2019年12月 第1日曜日21:30-22:00
- 2020年1月 - 2021年9月 第1月曜日18:15-18:50
- 2021年10月 - 現在 第1月曜日18:00-18:45

いづれも第1週の生放送の翌週、第2週の同じ時間帯に再放送あり。
2020年1月から月曜日に時間枠を移動させたのは、同年1月から土・日曜日の番組放送時間を大幅に短縮させ、日曜日の放送を原則19時で打ち切ったことによる。